# Václav Korunka
Václav Korunka (ur. 25 grudnia 1965 w Jilemnicach) – czechosłowacki i czeski biegacz narciarski, brązowy medalista olimpijski oraz brązowy medalista mistrzostw świata.

## Kariera
Jego olimpijskim debiutem były igrzyska w Calgary. Osiągnął tam swój największy sukces olimpijski wraz z Radimem Nyčem, Pavlem Bencem i Ladislavem Švandą zdobywając brązowy medal w sztafecie 4 × 10 km. Indywidualnie zajął 28. miejsce w biegu na 15 km techniką klasyczną. Na igrzyskach olimpijskich w Albertville zaprezentował się lepiej w indywidualnych startach, jego najlepszym wynikiem było 13. miejsce w biegu na 50 km stylem dowolnym. Za to w sztafecie Czechosłowacy nie powtórzyli sukcesu z Calgary i zajęli 7. miejsce w sztafecie. Startował także na igrzyskach olimpijskich w Lillehammer. Zajmował tam jednak miejsca poza czołową trzydziestką, a sztafeta czeska zajęła 8. miejsce. Na późniejszych igrzyskach już nie startował.
W 1989 r. zadebiutował na mistrzostwach świata biorąc udział w mistrzostwach w Lahti. Zdobył tam swój drugi medal wspólnie z Ladislavem Švandą, Martinem Petrásekiem i Radimem Nyčem zdobywając brązowy medal w sztafecie. W swoim najlepszym indywidualnym starcie, w biegu na 15 km techniką klasyczną zajął 8. miejsce. Dwa lata później, na mistrzostwach świata w Val di Fiemme zdołał jedynie zająć 13. miejsce w biegu na 10 km techniką klasyczną. Swój najlepszy indywidualny wynik osiągnął podczas mistrzostw świata w Falun, gdzie zajął 9. miejsce na dystansie 50 km stylem dowolnym. Na tym samym dystansie na mistrzostwach świata w Thunder Bay zajął 24. miejsce. Jego najlepszym wynikiem na mistrzostwach w Trondheim było 21. miejsce w biegu na 30 km techniką dowolną. Startował ponadto na mistrzostwach świata w Ramsau, ale zajmował tam miejsca poza czołową trzydziestką.
Najlepsze wyniki w Pucharze Świata osiągnął w sezonie 1992/1993, kiedy to zajął 11. miejsce w klasyfikacji generalnej. Łącznie trzy razy stawał na podium zawodów Pucharu wiata, ani razu nie odnosząc zwycięstwa. W 1999 postanowił zakończyć karierę.
Obecnie jest trenerem Jiříego Magála, Dušana Kožíška i Aleša Razýma oraz asystentem trenera reprezentacji Czech.

## Osiągnięcia

### Igrzyska olimpijskie
| Miejsce | Dzień     | Rok  | Miejscowość | Konkurencja             | Czas biegu | Strata  | Zwycięzca            |
| ------- | --------- | ---- | ----------- | ----------------------- | ---------- | ------- | -------------------- |
| 28.     | 19 lutego | 1988 | Calgary     | 15 km stylem klasycznym | 41:18,9    | +3:28,7 | Michaił Diewiatjarow |
| 3.      | 22 lutego | 1988 | Calgary     | Sztafeta 4 × 10 km      | 1:43:58,6  | +1:24,1 | Szwecja              |
| 17.     | 13 lutego | 1992 | Albertville | 10 km stylem klasycznym | 27:36,0    | +2:07,4 | Vegard Ulvang        |
| 14.     | 15 lutego | 1992 | Albertville | 10+15 km pościgowy      | 1:05:37,9  | +3:01,6 | Bjørn Dæhlie         |
| 7.      | 18 lutego | 1992 | Albertville | Sztafeta 4 × 10 km      | 1:39:26,0  | +4:54,0 | Norwegia             |
| 13.     | 22 lutego | 1992 | Albertville | 50 km stylem dowolnym   | 2:03:41,5  | +6:49,2 | Bjørn Dæhlie         |
| 59.     | 17 lutego | 1994 | Lillehammer | 10 km stylem klasycznym | 24:20,1    | +3:02,7 | Bjørn Dæhlie         |
| 37.     | 19 lutego | 1994 | Lillehammer | 10 km + 15 km pościgowy | 1:00:08,8  | +5:53,2 | Bjørn Dæhlie         |
| 8.      | 22 lutego | 1994 | Lillehammer | Sztafeta 4 × 10 km      | 1:41:15,0  | +5:57,6 | Włochy               |

### Mistrzostwa świata
| Miejsce | Dzień     | Rok  | Miejscowość   | Konkurencja             | Czas biegu | Strata   | Zwycięzca                     |
| ------- | --------- | ---- | ------------- | ----------------------- | ---------- | -------- | ----------------------------- |
| 14.     | 20 lutego | 1989 | Lahti         | 15 km stylem dowolnym   | 40:39,6    | +1:21,0  | Gunde Svan                    |
| 8.      | 22 lutego | 1989 | Lahti         | 15 km stylem klasycznym | 42:40,7    | +57,4    | Harri Kirvesniemi             |
| 3.      | 24 lutego | 1989 | Lahti         | Sztafeta 4 × 10 km      | 1:40:12,3  | +1,4     | Szwecja                       |
| 13.     | 11 lutego | 1991 | Val di Fiemme | 10 km stylem klasycznym | 25:55,0    | +40,5    | Terje Langli                  |
| 19.     | 17 lutego | 1991 | Val di Fiemme | 50 km stylem klasycznym | 2:03:31,6  | +5:23,9  | Torgny Mogren                 |
| 23.     | 22 lutego | 1993 | Falun         | 10 km stylem klasycznym | 24:51,6    | +1:21,6  | Sture Sivertsen               |
| 16.     | 24 lutego | 1993 | Falun         | 10+15 km pościgowy      | 1:01:45,0  | +2:16,7  | Bjørn Dæhlie Władimir Smirnow |
| 8.      | 26 lutego | 1993 | Falun         | Sztafeta 4 × 10 km      | 1:44:14,9  | +3:34,1  | Norwegia                      |
| 9.      | 28 lutego | 1993 | Falun         | 50 km stylem dowolnym   | 2:03:36,8  | +3:49,0  | Torgny Mogren                 |
| 30.     | 11 marca  | 1995 | Thunder Bay   | 10 km stylem klasycznym | 24:52,3    | +2:13,2  | Władimir Smirnow              |
| 24.     | 19 marca  | 1995 | Thunder Bay   | 50 km stylem dowolnym   | 1:56:36,0  | +6:51,1  | Silvio Fauner                 |
| 21.     | 21 lutego | 1997 | Trondheim     | 30 km stylem dowolnym   | 1:06:28,2  | +3:03,1  | Aleksiej Prokurorow           |
| 8.      | 28 lutego | 1997 | Trondheim     | Sztafeta 4 × 10 km      | 1:37:06,1  | +4:49,9  | Norwegia                      |
| 38.     | 2 marca   | 1997 | Trondheim     | 50 km stylem klasycznym | 2:16:37,5  | +12:54,6 | Mika Myllylä                  |
| 42.     | 19 lutego | 1999 | Ramsau        | 30 km stylem dowolnym   | 1:15:26,2  | +7:55,1  | Mika Myllylä                  |
| 32.     | 22 lutego | 1999 | Ramsau        | 10 km stylem klasycznym | 24:19,2    | +1:59,0  | Mika Myllylä                  |
| 45.     | 23 lutego | 1999 | Ramsau        | 10+15 km pościgowy      | 1:05:54,9  | +4:08,1  | Thomas Alsgaard               |
| 8.      | 26 lutego | 1999 | Ramsau        | Sztafeta 4 × 10 km      | 1:35:07,5  | +4:43,8  | Austria                       |

### Puchar Świata

#### Miejsca w klasyfikacji generalnej
- sezon 1987/1988: 38.
- sezon 1988/1989: 18.
- sezon 1989/1990: 32.
- sezon 1990/1991: 16.
- sezon 1991/1992: 36.
- sezon 1992/1993: 11.
- sezon 1993/1994: 56.
- sezon 1994/1995: 64.
- sezon 1995/1996: 31.
- sezon 1996/1997: 56.
- sezon 1998/1999: 105.

#### Miejsca na podium
| Nr | Dzień      | Rok  | Miejscowość | Konkurencja           | Czas biegu  | Pozycja | Strata  | Zwycięzca        |
| -- | ---------- | ---- | ----------- | --------------------- | ----------- | ------- | ------- | ---------------- |
| 1. | 5 stycznia | 1991 | Mińsk       | 15 km stylem dowolnym | ?           | 3       | ?       | Władimir Smirnow |
| 2. | 12 grudnia | 1992 | Ramsau      | 10 km stylem dowolnym | 25:48.0 min | 3       | +26.6 s | Vegard Ulvang    |
| 3. | 6 marca    | 1993 | Lahti       | 30 km stylem dowolnym | 1:21:14.2 h | 3       | +42.3 s | Torgny Mogren    |